# Raising Sand
Raising Sand is een gezamenlijk album van rockzanger Robert Plant en bluegrass-country zangeres Alison Krauss, dat uitkomt als het rumoer rond het reünieconcert van Led Zeppelin op volle toeren is. Dit album bevat op een paar tracks na een mix van country, blues, folk, rock en bluegrass. Raising Sand werd door de critici goed ontvangen en kreeg in 2009 een Grammy voor Album van het Jaar.

## Musici
- Robert Plant – zang;
- Alison Krauss – zang, viool
- T Bone Burnett – gitaar ; zessnarige basgitaar
- Jay Belrose – slagwerk
- Norman Blake – akoestische gitaar
- Dennis Crouch – contrabas
- Marc Ribot – elektrische gitaar, banjo, dobro
- Riley Baugus – banjo
- Gregory Leiz – pedal steel guitar
- Patrick Warren – toetsen

Per compositie wisselt de samenstelling.

## Composities
1. Rich woman (Dorothy LaBotrie / McKinley Millet)(4:04)
2. Killing the blues (Roly Jon Salley)(4:16)
3. Sister Rosetta goes before us (Sam Philips)(3:26)
4. Polly come home (Gene Clark)(5:36)
5. Gone gone gone (done moved on)(Everly Brothers)(3:33)
6. Through the morning, through the night (Gene Clark)(4:01)
7. Please read the letter (Michael Lee / Jimmy Page / Charlie Jones / Robert Plant)(5:53)
8. Trampled rose (Tom Waits / Kathleen Brennan)(5:34)
9. Fortune teller (Naomi Neville) (4:30)
10. Stick with me baby (Mel Tillis)(2:50)
11. Nothin' (Townes Van Zandt)(5:33)
12. Let your loss be your lesson (Milt Campbell) (4:02)
13. Your long journey (Arthur Lane Watson / Roslie Watson)(3:55)

## Hitnotering
| Raising Sand in de Nederlandse Album Top 100 - binnen: 27 oktober 2007 | Raising Sand in de Nederlandse Album Top 100 - binnen: 27 oktober 2007 | Raising Sand in de Nederlandse Album Top 100 - binnen: 27 oktober 2007 | Raising Sand in de Nederlandse Album Top 100 - binnen: 27 oktober 2007 | Raising Sand in de Nederlandse Album Top 100 - binnen: 27 oktober 2007 | Raising Sand in de Nederlandse Album Top 100 - binnen: 27 oktober 2007 | Raising Sand in de Nederlandse Album Top 100 - binnen: 27 oktober 2007 | Raising Sand in de Nederlandse Album Top 100 - binnen: 27 oktober 2007 | Raising Sand in de Nederlandse Album Top 100 - binnen: 27 oktober 2007 | Raising Sand in de Nederlandse Album Top 100 - binnen: 27 oktober 2007 | Raising Sand in de Nederlandse Album Top 100 - binnen: 27 oktober 2007 | Raising Sand in de Nederlandse Album Top 100 - binnen: 27 oktober 2007 | Raising Sand in de Nederlandse Album Top 100 - binnen: 27 oktober 2007 | Raising Sand in de Nederlandse Album Top 100 - binnen: 27 oktober 2007 | Raising Sand in de Nederlandse Album Top 100 - binnen: 27 oktober 2007 | Raising Sand in de Nederlandse Album Top 100 - binnen: 27 oktober 2007 | Raising Sand in de Nederlandse Album Top 100 - binnen: 27 oktober 2007 | Raising Sand in de Nederlandse Album Top 100 - binnen: 27 oktober 2007 | Raising Sand in de Nederlandse Album Top 100 - binnen: 27 oktober 2007 | Raising Sand in de Nederlandse Album Top 100 - binnen: 27 oktober 2007 | Raising Sand in de Nederlandse Album Top 100 - binnen: 27 oktober 2007 | Raising Sand in de Nederlandse Album Top 100 - binnen: 27 oktober 2007 | Raising Sand in de Nederlandse Album Top 100 - binnen: 27 oktober 2007 | Raising Sand in de Nederlandse Album Top 100 - binnen: 27 oktober 2007 | Raising Sand in de Nederlandse Album Top 100 - binnen: 27 oktober 2007 | Raising Sand in de Nederlandse Album Top 100 - binnen: 27 oktober 2007 | Raising Sand in de Nederlandse Album Top 100 - binnen: 27 oktober 2007 | Raising Sand in de Nederlandse Album Top 100 - binnen: 27 oktober 2007 | Raising Sand in de Nederlandse Album Top 100 - binnen: 27 oktober 2007 | Raising Sand in de Nederlandse Album Top 100 - binnen: 27 oktober 2007 | Raising Sand in de Nederlandse Album Top 100 - binnen: 27 oktober 2007 |
| Week                                                                   | 01                                                                     | 02                                                                     | 03                                                                     | 04                                                                     | 05                                                                     | 06                                                                     | 07                                                                     | 08                                                                     | 09                                                                     | 10                                                                     | 11                                                                     | 12                                                                     | 13                                                                     | 14                                                                     | 15                                                                     | 16                                                                     | 17                                                                     | 18                                                                     | 19                                                                     | 20                                                                     |                                                                        | 21                                                                     | 22                                                                     |                                                                        | 23                                                                     | 24                                                                     |                                                                        | 25                                                                     | 26                                                                     | 27                                                                     |
| ---------------------------------------------------------------------- | ---------------------------------------------------------------------- | ---------------------------------------------------------------------- | ---------------------------------------------------------------------- | ---------------------------------------------------------------------- | ---------------------------------------------------------------------- | ---------------------------------------------------------------------- | ---------------------------------------------------------------------- | ---------------------------------------------------------------------- | ---------------------------------------------------------------------- | ---------------------------------------------------------------------- | ---------------------------------------------------------------------- | ---------------------------------------------------------------------- | ---------------------------------------------------------------------- | ---------------------------------------------------------------------- | ---------------------------------------------------------------------- | ---------------------------------------------------------------------- | ---------------------------------------------------------------------- | ---------------------------------------------------------------------- | ---------------------------------------------------------------------- | ---------------------------------------------------------------------- | ---------------------------------------------------------------------- | ---------------------------------------------------------------------- | ---------------------------------------------------------------------- | ---------------------------------------------------------------------- | ---------------------------------------------------------------------- | ---------------------------------------------------------------------- | ---------------------------------------------------------------------- | ---------------------------------------------------------------------- | ---------------------------------------------------------------------- | ---------------------------------------------------------------------- |
| Nummer                                                                 | 82                                                                     | 61                                                                     | 35                                                                     | 30                                                                     | 26                                                                     | 39                                                                     | 38                                                                     | 40                                                                     | 37                                                                     | 35                                                                     | 30                                                                     | 39                                                                     | 42                                                                     | 41                                                                     | 52                                                                     | 63                                                                     | 77                                                                     | 81                                                                     | 89                                                                     | 100                                                                    | uit                                                                    | 97                                                                     | 62                                                                     | uit                                                                    | 97                                                                     | 59                                                                     | uit                                                                    | 91                                                                     |                                                                        |                                                                        |